# Centruroides orizaba
Espèce
Centruroides orizaba est une espèce de scorpions de la famille des Buthidae.

## Distribution
Cette espèce est endémique du Veracruz au Mexique. Elle se rencontre vers Acultzingo et Orizaba.

## Description
La femelle holotype mesure 45,77 mm, la femelle paratype 57,67 mm et les mâles paratypes 46,81 mm, 53,25 mm et 59,95 mm.

## Étymologie
Son nom d'espèce lui a été donné en référence au lieu de sa découverte, Orizaba.

## Publication originale
- Armas & Martín-Frías, 2003 : « Nueva especie de Centruroides Marx, 1890 (Scorpiones: Buthidae) del estado de Veracruz, México. » Revista Ibérica de Aracnología, p. 205-209 (texte intégral).